# 常陸那珂港
常陸那珂港（ひたちなかこう）は、茨城県ひたちなか市と那珂郡東海村にまたがる港湾。港則法の適用港で、関税法による開港に指定されている。
港湾法では、2008年12月25日に日立港、大洗港と統合されて茨城港となり、茨城港常陸那珂港区に改められた。

## 概要
1983年3月に港湾法上の重要港湾に指定、2001年4月1日に関税法上の開港に指定された。交通面では常陸那珂有料道路や国道245号などで結ばれている。また周辺では、大型ショッピングセンターや、総合運動公園、シネマコンプレックスなどの娯楽・スポーツ施設、見本市会場などの計画も進んでいる。
将来は北関東自動車道によって北関東を中心に各地へ直結され、東京湾の過密航路を避ける、関東地方における海運の拠点となることが期待されている。既にそれを見越して、コマツが2007年1月、急増する需要に対応した新工場(面積:19万平方メートル)の稼動を開始。日立建機も、常陸那珂臨港工場(面積:18万3千平方メートル）を2008年4月から稼働している。これら2社は、分解せずに大型機器を輸出できる点や陸上輸送のコストの大幅な削減が可能な点などで進出。今後も企業進出が期待されている。

## 歴史
- 1946年6月:連合国軍が土地を接収し、空軍の射爆撃場に指定
- 1973年3月:水戸射爆撃場が日本へ返還
- 1983年3月:港湾法上の重要港湾に指定
- 1985年7月:射爆撃場跡地利用推進協議会が「常陸那珂国際港湾都市構想」を発表
- 1991年10月:隣接する国営ひたち海浜公園が一部開園
- 1993年5月:北ふ頭の整備に着手
- 1994年11月:勝田市、那珂湊市が合併、ひたちなか市誕生
- 1998年
  - 3月:大型ショッピングセンターオープン
  - 12月:北ふ頭の供用開始
- 2001年
  - 2月:中央ふ頭の整備に着手
  - 4月1日:関税法上の開港に指定
- 2003年12月:常陸那珂火力発電所の一部、運転開始
- 2006年3月:中央ふ頭の供用開始
- 2007年1月:コマツが茨城工場（面積:19万平方メートル）の稼動を開始。
- 2008年4月:日立建機が常陸那珂臨港工場(面積:18万3千平方メートル）の稼働を開始。
- 2016年11月:富士重工業（現・SUBARU）が完成自動車の北米向け輸出を開始[1]。

## 港湾施設

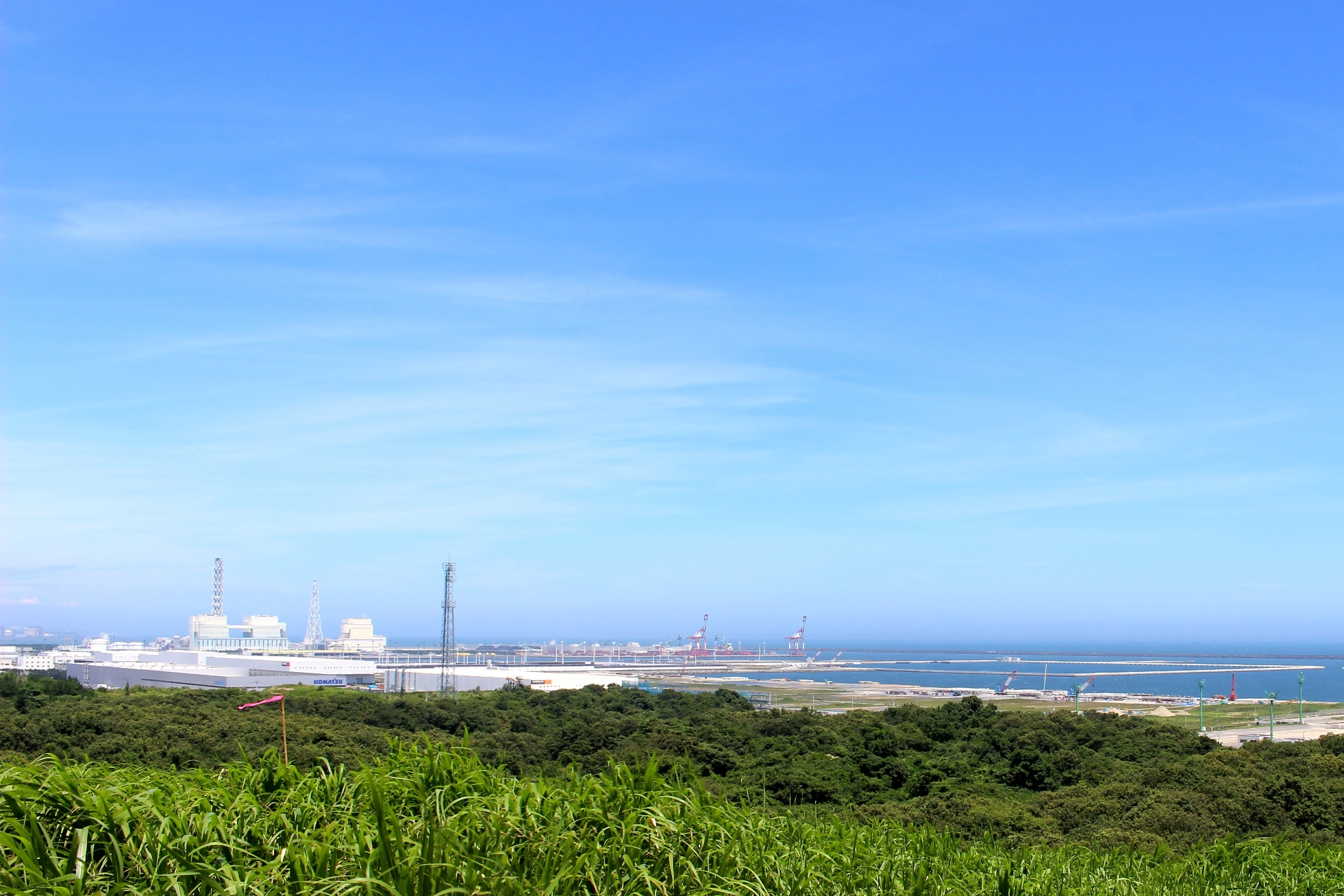
常陸那珂港区北埠頭

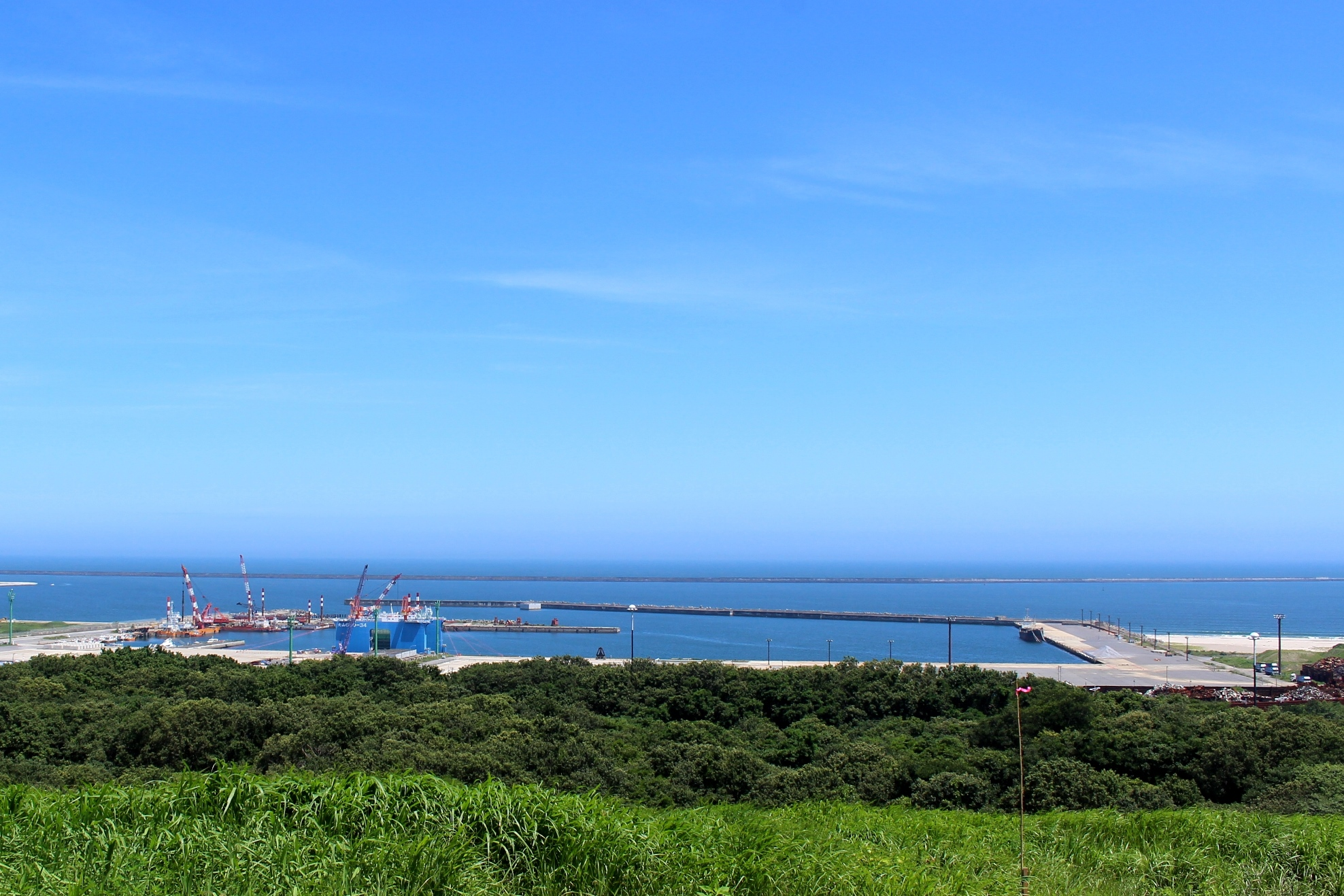
常陸那珂港区南埠頭

北ふ頭、中央ふ頭、南ふ頭の各地区で構成され、北ふ頭地区から段階的に整備されて一部設備は供用開始されている。北ふ頭地区は1998年（平成10年）に内貿バース、2000年（平成12年）に外貿バースが供用開始され、現在は中央ふ頭地区の整備が進められている。さらに、荷役や入出港の船舶の安全性の向上を図るため、東防波堤のほか、2008年（平成20年）から中央ふ頭地区に新たな防波堤の整備が進められている。

### 係留施設
2015年2月現在の係留施設は以下の通り。
- 北ふ頭地区
  - 外易バース
    - 330m (-14m) ×1バース - 最大5万トン級コンテナ船用
    - 230m (-12m) ×1バース - 最大3万トン級RORO船用
    - 170m (-10m) ×1バース - 最大1万トン級RORO船、一般貨物船用

  - 内易バース
    - 390m (-7.5m) ×3バース - 最大5000トン級RORO船、一般貨物船用
    - 500m (-5.5m) ×5バース - 最大2000トン級一般貨物船用

  - 東京電力専用岸壁
    - 385m (-18m) ×1バース - 13万トン級石炭船用
    - 500m (-11m) ×1バース - 最大14.5万トン化学工業貨物船
- 中央ふ頭地区
  - 耐震強化岸壁：130m (-7.5m) ×1バース - 最大5000トン級一般貨物船、緊急物資用
  - 内易バース：250m (-9m) ×1バース - 最大6500トン級RORO船、一般貨物船用
- 南埠頭地区
  - 外易バース：260m (-7.5) ×1バース - 最大5000トン級一般貨物船用
- その他
  - 内易バース：360m (-5.5m) ×2バース - 最大2000トン級一般貨物船、作業船用

### 外郭施設
- 東防波堤：計画延長6,000m、整備済延長5,400m（2015年2月現在）
- 北防波堤：完成延長500m
- 中央防波堤：計画延長330m（平成20年度から着手）

### 北埠頭コンテナターミナル
ターミナル面積は約18ヘクタールを有し、船舶からコンテナの荷上げ・積み込みで使用するためのガントリークレーン2基と、コンテナヤードからトラックに積み込みするためのトランスファークレーン3基を備える。施設運営管理は、株式会社茨城ポートオーソリティーおよび、常陸那珂コンテナターミナル株式会社が行っている。
- ガントリークレーン
  - 諸元：吊上げ荷重55.6トン、アウトリーチ48.5m、最大取扱40個/hr
  - 貨物：コンテナ用
  - 台数：2基
- トランスファークレーン
  - 諸元：吊上荷重52.0トン
  - 貨物：コンテナ用
  - 台数：3基

## 地区の土地利用計画
現在、常陸那珂港周辺のひたちなか地区の事業内では、土地利用を下の8つの地区に分け、計画を進めている。
- リサーチパーク
- 商業・業務地区
- センター地区
- 商業・文化地区
- 移住地区
- レクレーション地区
- テクノパーク
- 健康・人材育成地区

## 定期航路
- 北海道定期RORO航路（常陸那珂港－苫小牧港）
- 韓国・中国定期コンテナ航路（常陸那珂港－釜山－上海－釜山－苫小牧港－八戸港－仙台港－小名浜港－常陸那珂港）
- 中国定期コンテナ航路（常陸那珂港－名古屋港－水島港－大阪港－横浜港－東京港－常陸那珂港）
- 北米定期コンテナ航路（北米西海岸－常陸那珂港）
- 北米定期RORO航路（常陸那珂港－ロングビーチ－北米東海岸）
- 欧州定期RORO航路（常陸那珂港－欧州）
- 極東ロシア定期在来航路（常陸那珂港－ナホトカ）

## 近隣港湾
- 日立港
- 大洗港
- 鹿島港

## アクセス
- 車:常陸那珂有料道路ひたち海浜公園IC・常陸那珂港ICが最寄り。
- 公共交通機関:常磐線勝田駅から関係者のみ茨城交通直通バス常陸那珂火力発電所方面行き。